# キャンデリラソウ
キャンデリラソウ（ -草）またはカンデリラソウ（ -草） Euphorbia antisyphilitica Zucc. ユーフォルビア・アンティシフィリティカ。 は、トウダイグサ科トウダイグサ属の植物である。原産は、アメリカ合衆国はテキサスのトランス・ペコス、南部ニューメキシコ、および、メキシコ北部 のチワワ州、コアウイラ州、イダルゴ州、ケレタロ州である。標準英名としては、candelilla と wax plant があるが、後者は系統的に関係のないサクララン（ホヤ）属の構成種に宛てられることのほうが多い。灌木性で、蒸散を防ぐために蝋に覆われ、本質的に葉がなく密に叢生する直立性の茎を持つ。

## 特徴
キャンデリラソウ E. antisyphilitica は叢生する杖状の半多肉性の顕花植物である。地下茎から3フィートの高さに立ち上がる細い鉛筆状の茎の束を形成する。花は小さく中央は桃色がかり、外周へ離れるにつれてクリーム色になっていく。茎は高品質の蝋で覆われており、茹でて抽出され、蝋燭や石鹸、軟膏、床磨き剤、耐水剤その他の用途に用いられてきた。
チワワ砂漠の植生を代表する固有種で、排水性の良い浅い土壌をもつ地域で支配的な灌木である。

## 利用
キャンデリラソウ E. antisyphilitica の白い樹液は、メキシコでは歴史的に性感染症の治療に用いられたが、樹液には皮膚に対する刺激性がある。キャンデリラ蝋の商業的収穫は20世紀の初頭に始まり、第一次および第二次世界大戦中における需要の大幅な拡大を伴った。第二次世界大戦の終結後、キャンデリラ草は過剰採集により 個体数が減少しており、なおかつ、より安価な石油ベースの蝋が入手可能になったため、この産業は大部分が消失した。しかしその後、主に化粧品および食品産業でキャンデリラ蝋の新しい用途が見出され、依然としてメキシコ北部で生産され、他の国に輸出されている。キャンデリラソウ E. antisyphilitica は、その蝋の派生品における多大な国際的取引を考慮し、ワシントン条約（CITES）附属書II「脆弱（危急）」 の適用を受けている。ただし本種に関しては、
- 試験管で得られた実生か組織培養体で、固体あるいは液体の培養基中にあり、無菌状態のコンテナで輸出入されるもの
- 人工的に繁殖させた植物の切り花
- 完成品を包装し、小売りできるようにしたもの

以上の条件を満たす場合であれば、ワシントン条約の条項の対象とならない。

## 栽培
キャンデリラソウは、乾燥したアメリカ合衆国南西部の一部で景観植物として人気が高まっている。以下の理由で人気がある。
- 一度根付くと、フェニックスやツーソンなどの都市でも降雨以外の水をほとんど必要とせず、中央分離帯の植栽に適している。
- 反射光のある場所でも生きられる。
- 排水性の良い土壌で最もよく育つが、粘土性土壌や石灰土壌にも耐えられる。
- 一般的には蝶の来る植物と考えられていないが蝶が訪れる。
- 華氏15度（摂氏約-9度）までの耐寒性がある。
- 顕著な害虫が見られない。
- コンテナで栽培できる。